# Georg F. Backhaus
Georg Friedrich Backhaus (* 1955 in Freienhagen, Hessen) ist ein deutscher Agrarwissenschaftler, Spezialgebiete Gartenbau und Phytomedizin, er war 2002–2008 Präsident der Biologischen Bundesanstalt für Land- und Forstwirtschaft (BBA) und 2008–2018 Präsident des Julius Kühn-Instituts  (JKI) mit Hauptsitz in Quedlinburg.

## Leben und Wirken
Nach dem Abitur an der Alten Landesschule Korbach im Jahr 1973 zunächst Studium der Biologie und Gesellschaftswissenschaften an der Gesamthochschule Kassel. Anschließend an den Wehrdienst Studium der Gartenbauwissenschaften an der Universität Hannover (1975–1980). Nach dem Diplom als Diplom-Agraringenieur arbeitete Backhaus als wissenschaftlicher Angestellter und Doktorand am Institut für Pflanzenkrankheiten und Pflanzenschutz der gleichen Universität. Mit seiner Dissertation: Untersuchungen zur Nutzung der endotrophen (VA) Mykorrhiza in der gärtnerischen Pflanzenproduktion wurde er 1984 zum Dr. rer. hort. promoviert. Doktorvater war Fritz Schönbeck. Nach einem wissenschaftlichen Auslandseinsatz als post-doc am Institut für Forstmykologie und -pathologie der Schwedischen Landwirtschaftsuniversität Uppsala absolvierte er ein Referendariat beim Landespflanzenschutzamt Rheinland-Pfalz und schloss mit dem 2. Staatsexamen ab.
Im Jahr 1986 übernahm Backhaus die Leitung des Referats Pflanzenschutz im Gartenbau der Landwirtschaftskammer Weser-Ems. 1993 wechselte er zur Biologischen Bundesanstalt für Land- und Forstwirtschaft nach Braunschweig und übernahm dort als Direktor und Professor die Leitung des Institut für Pflanzenschutz im Gartenbau. Seine Bestellung zum Präsidenten der Biologischen Bundesanstalt für Land- und Forstwirtschaft (BBA) in Braunschweig erfolgte 2002. Nach der Umorganisation und Zusammenlegung verschiedener Bundesforschungsanstalten wurde Backhaus 2008 zum Präsidenten und Professor des Julius Kühn-Instituts berufen. Seit 2016 ist Frank Ordon als Vizepräsident des JKI sein Stellvertreter. Zum Jahresende 2018 trat Backhaus als Präsident des JKI in den Ruhestand, sein Nachfolger im Präsidentenamt des JKI wurde Frank Ordon.
Für 2020 wurde Backhaus die Otto-Appel-Denkmünze zugesprochen. Am 13. Dezember 2022 wurde Backhaus die Ernennung zum Ehrenvorsitzenden der Deutschen Phytomedizinischen Gesellschaft auf Lebenszeit zugesprochen.

## Engagements und Ehrungen
- Georg F. Backhaus Hrsg. Journal Kulturpflanzen
- Georg Backhaus Organisator von Tagungen der Phytomedizin PDF
- Thaer-Medaille für Georg F. Backhaus PDF
- Georg F. Backhaus mit Otto-Appel-Denkmünze für 2020 ausgezeichnet PDF